# Neutralització (fonètica)
La neutralització és un fenomen fonètic pel qual dos fonemes perden alguns dels seus trets distintius en determinats contexts, i es pronuncien igual que un altre fonema (anomenat de vegades arxifonema). Aquest fenomen depèn del grau d'arrelament de les paraules en la parla comuna.
En català hi ha neutralitzacions en la majoria de dialectes. Per exemple, el català oriental neutralitza les vocals, de manera que només hi ha tres fonemes possibles en posició àtona: la vocal neutra, la vocal posterior [u] i l'anterior [i]. Es podria considerar que els ensordiments, assimilacions i similars són fenòmens de neutralització, tot i que no acostumen a rebre aquest nom.
En alemany, per exemple, la distinció que existeix entre els parells mínims /t/-/d/, /k/ -/g/ o /p/-/b/, distinció basada en l'aspecte [±sonor] desapareix en posició final de paraula. En aquesta posició no resulta senzill decidir-se entre dues representacions fonològiques subjacents. Així, Rad, 'bicicleta' y Rat, 'consell' es pronuncien igual [raːt], i no és possible distingir si la representació subjacent de cada una d'aquestes deu ser /rad/ o /rat/, i es postula un arxifonema /T/ que només apareixeria en posicions neutralitzades, en termes dels quals la representació fonològica d'ambdues paraules seria /raT/.